# Peer Name Resolution Protocol
Das Peer Name Resolution Protocol (PNRP) ist ein Netzwerkprotokoll zur Namensauflösung nach dem Peer-to-Peer-Modell. 
Es soll die Veröffentlichung von Namen und deren Auflösung in Adressen ohne Server ermöglichen, wie sie im Domain Name System notwendig sind. 
Das Protokoll wurde von Microsoft entwickelt und erstmals in Windows Vista implementiert, wo es NetBEUI ablöst. In Microsoft Windows XP wurde es mit Service Pack 3 eingeführt, muss dort aber explizit aktiviert werden. Es ist nur unter IPv6 oder unter Verwendung von Teredo nutzbar und in Vista standardmäßig deaktiviert. Eine Namensauflösung ist aber möglich, da der Dienst dynamisch gestartet wird.
Es besitzt Ähnlichkeiten mit dem Peer-to-Peer Netz Pastry und nutzt eine Abwandlung des Präfix-Routings.
Unter Microsoft Windows 7 wird PNRP in Zusammenspiel mit dem Remote Desktop Protocol für die Remoteunterstützung genutzt und ermöglicht dort ein unkompliziertes Überbrücken einer Network Address Translation.
Microsoft stellt die Spezifikation des Protokolls als Open Specification zur Verfügung. 
PNRP wurde aus Windows 10 ab Version 1809 wieder entfernt. 